# Amphilophus hogaboomorum
Amphilophus hogaboomorum is een  straalvinnige vissensoort uit de familie van cichliden (Cichlidae). De wetenschappelijke naam van de soort is voor het eerst geldig gepubliceerd in 1950 door Carr & Giovannoli.